# Al-Judeira
Al-Judeira (àrab: الجديرة, al-Judayra) és una vila palestina de la governació de Jerusalem, a Cisjordània, que limita al nord-est amb Al-Jib, al nord amb Bir Nabala i al sud-oest amb Kalandia. Segons l'Oficina Central Palestina d'Estadístiques tenia 2.661 habitants el 2016.

## Història
En 1838 el-Jedireh era assenyalada com a vila musulmana, situada al nord de Jerusalem.

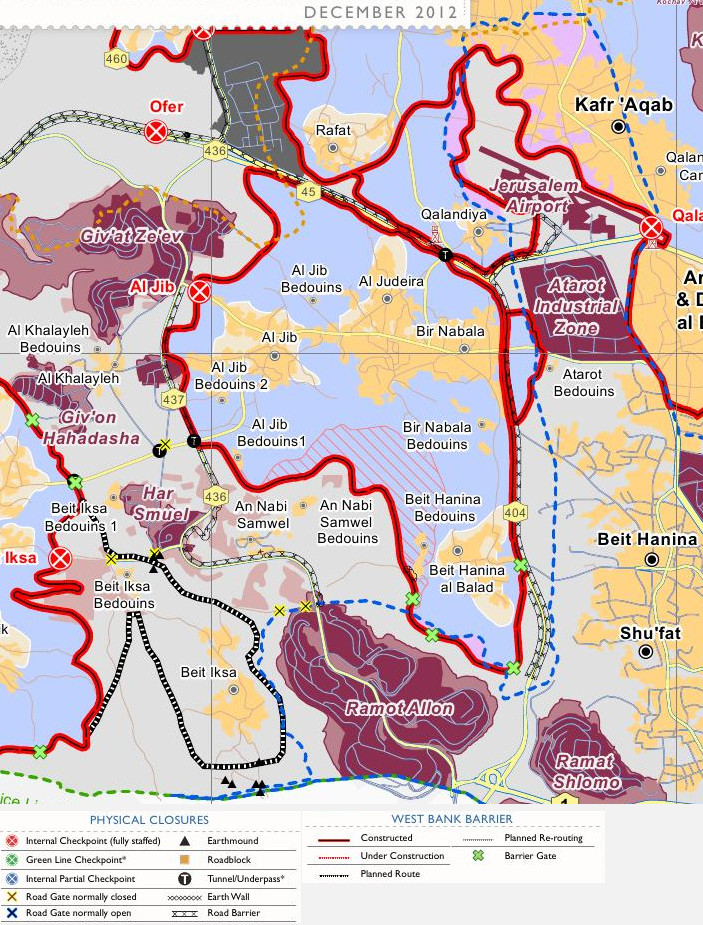
El mur al nord de Jerusalem, que confina al-Juderia a un enclavament sota control israelià.

L'explorador francès Victor Guérin va visitar el lloc el 1863 i el va descriuer com una vila petita, amb una mesquita consagrada al xeic Yassin. Una llista de pobles otomans del 1870 indica que la vila tenia 40 habitants en un total de 13 cases, tot i que el recompte de població només inclou els homes. També assenyala que es trobava a l'est d'Al-Jib.
En 1883 el Survey of Western Palestine (SWP) del Fons per a l'Exploració de Palestina la descriu com «un petit poble en un pendent, envoltat de figues i olives, i amb tombes tallades en roca al nord.»

### Mandat Britànic de Palestina
En el cens de Palestina de 1922, dut a terme per les autoritats del Mandat Britànic Ijdireh tenia 122 musulmans, incrementats en el cens de 1931 a 139 musulmans en 31 cases habitades.
En el cens de 1945 Judeira tenia 190 musulmans, amb 2.044 dúnams de terra, segons una enquesta oficial de terra i població. D'aquests, 353 dúnams eren plantacions i regadiu, 1,314 usats per a cereals, mentre 7 dúnams eren sòl edificat.

### Període modern
Després de la Guerra araboisraeliana de 1948 i els acords d'armistici de 1949, al-Judeira va quedar sota un règim d'ocupació jordana. Des de la Guerra dels Sis Dies en 1967, al-Judeira ha romàs sota ocupació israeliana.